# Knaresborough Outer
Knaresborough Outer var en civil parish från 1894 till 1988 då den blev en del av Arkendale, Goldsborough och Knaresborough, i grevskapet North Yorkshire, i England. Civil parish var belägen 23 km från York och hade 63 invånare år 1971.